# CREBZF
CREBZF (англ. CREB/ATF bZIP transcription factor) – білок, який кодується однойменним геном, розташованим у людей на короткому плечі 11-ї хромосоми. Довжина поліпептидного ланцюга білка становить 354 амінокислот, а молекулярна маса — 37 134.
| 10         |  | 20         |  | 30         |  | 40         |  | 50         |
| ---------- |  | ---------- |  | ---------- |  | ---------- |  | ---------- |
| MRHSLTKLLA |  | ASGSNSPTRS |  | ESPEPAATCS |  | LPSDLTRAAA |  | GEEETAAAGS |
| PGRKQQFGDE |  | GELEAGRGSR |  | GGVAVRAPSP |  | EEMEEEAIAS |  | LPGEETEDMD |
| FLSGLELADL |  | LDPRQPDWHL |  | DPGLSSPGPL |  | SSSGGGSDSG |  | GLWRGDDDDE |
| AAAAEMQRFS |  | DLLQRLLNGI |  | GGCSSSSDSG |  | SAEKRRRKSP |  | GGGGGGGSGN |
| DNNQAATKSP |  | RKAAAAAARL |  | NRLKKKEYVM |  | GLESRVRGLA |  | AENQELRAEN |
| RELGKRVQAL |  | QEESRYLRAV |  | LANETGLARL |  | LSRLSGVGLR |  | LTTSLFRDSP |
| AGDHDYALPV |  | GKQKQDLLEE |  | DDSAGGVCLH |  | VDKDKVSVEF |  | CSACARKASS |
| SLKM       |  |            |  |            |  |            |  |            |

A: Аланін

C: Цистеїн

D: Аспарагінова кислота

E: Глутамінова кислота

F: Фенілаланін

G: Гліцин

H: Гістидин

I: Ізолейцин

K: Лізин

L: Лейцин

M: Метіонін

N: Аспарагін

P: Пролін

Q: Глутамін

R: Аргінін

S: Серин

T: Треонін

V: Валін

W: Триптофан

Кодований геном білок за функцією належить до фосфопротеїнів. 
Задіяний у таких біологічних процесах, як транскрипція, регуляція транскрипції. 
Локалізований у ядрі.